# Очиров, Лудуб Дагбаевич
Очи́ров Луду́б Дагба́евич (бур.  Очиров Дагбын Лүдэб; р. 20 августа 2002 года) — бурятский певец, композитор и аранжировщик. Получил известность благодаря своей песне «Силён не тот, кто бьёт».

## Биография
Лудуб родился 20 августа 2002 года в г. Улан-Удэ.
С ранних лет увлёкся музыкой, самостоятельно освоив игру на синтезаторе. При поддержке брата, композитора и аранжировщика Алагуя Егорова стал исполнять песни в стиле этно-поп, R&B, диско, классику.
Оборудовав домашнюю звукозаписывающую студию «Ludochi», он стал записывать песни собственного сочинения, издал несколько авторских сборников. Является студентом Российской академии музыки имени Гнесиных.
Несмотря на свои ограниченные возможности по зрению, ведёт активную творческую и концертную деятельность.

## Награды и конкурсы
- Стипендиат премии имени народного артиста СССР Бау Ямпилова для творчески одаренных детей
- Победитель первого детского интерактивного конкурса стран СНГ «Interdeti-2008» в номинации «Исполнение»[3][4]
- Лауреат II степени международного фестиваля детей и молодежи «Цветущая Чехия-2009»[5]
- Гран-при Всероссийского фестиваля семейных династий «Вера. Надежда. Любовь» в 2011 году[6].
- Лауреат 1 степени международного фестиваля "10 подношений Хамбо-Ламе Даши-Доржо Итигилову" 2012, 2014 среди композиторов.

- Лауреат Государственной премии Республики Бурятии за 2014 г.
- «Лучший исполнитель года» детской музыкальной премии Kinder МУЗ Awards 2015 на канале Муз-ТВ.
- Гран-При конкурса молодых композиторов "Дебют" г. Москва 2016.
- Лауреат Всероссийской общественно-государственной инициативы «Горячее сердце» (17 февраля 2017 года)[7]
- Лауреат 1 степени II Международного конкурса «Волшебный мир искусства» г. Москва 2017.
- Почётная награда в номинации «Оркестр» на конкурсе, который проводил The Metropolitan Youth Orchestra of New York в США, 2019 год. Высокое признание получило его исполнение концерта №4 для фортепиано с оркестром[8]
- Лауреат III степени -  XIII Международного конкурса молодых композиторов им. А.Г. Шнитке, г. Саратов, 2020
- Лауреат Государственной премии Республики Бурятии за 2020 г.
- Победитель  Всероссийского конкурса талантов и творчества для детей с инвалидностью детей с ограниченными возможностями, г. Казань, 2023.
- Дипломант 1-й степени Международного конкурс-фестиваль "Рояль в джазе", в номинации «Исполнение джазовой программы», г. Москва, 2023.
- Лауреат III степени XIV Международного конкурс музыкантов, исполнителей и композиторов. Романтизм: истоки и горизонты, номинация «Композиция», г. Москва, 2023
- Дипломант 2-й степени Международного конкурс-фестиваль "Рояль в джазе", в номинации «Композиция», г. Москва, 2023

## Концертная деятельность
- «Признавая Ваши заслуги, возвращаю долг» (сольный концерт, 2009)
- «Мир наполню музыкой добра» (сольный концерт, 2010)[5][9]
- «Звёзды Байкала»[10] (2011)
- «Маленький принц» (сольный концерт, 2012)
- «Сагаа алха»[11] (сольный концерт, 2013)
- "Онгосо - Корабль - моей мечты" (сольный концерт 2014).
- Авторский вечер юного композитора Лудуба Очирова. Концертный зал Бурятской государственной филармонии. 8 декабря 2016.
- Творческий концерт Лудуба Очирова. Театр Оперы и Балета. 18.03.2018 г

## Благотворительность
Лудуб Очиров часто поет на благотворительных концертах и марафонах, посвященных возрождению буддистских храмов Республики Бурятия, на мероприятиях и акциях для людей с ограниченными возможностями и онкологическими заболеваниями.
Акция его студии «Помогая другим, помогаю себе» дает возможность безвозмездной звукозаписи для юных музыкантов и исполнителей, раскрывая их творческий потенциал и возможности.